# Hollandia (Ankeveen)
De Hollandia is een poldermolen in de Nederlandse plaats Ankeveen en bemaalde de Hollandsche Ankeveense polder.
Al in 1538 was er voor deze polder waarschijnlijk al een molen. De huidige molen is in 1640 gebouwd, hoogstwaarschijnlijk op de plek van de voorganger. Via de 's-Gravelandse vaart maalde hij uit op de Vecht.
In de loop der jaren werd de polder steeds meer verveend, waardoor de hoeveelheid land steeds meer afnam, van de 382 ha was is de 19e eeuw nog maar 81 ha over.
In 1931 werd er naast de molen een elektrisch gemaal gebouwd, tot 1937 bleef de molen behouden als reservegemaal, maar in 1937 werd de molen uitgesloopt ten behoeve van een grotere woning. In 1938 kreeg de begane grond al een horecabestemming, die de molen nog steeds heeft.
De molen heeft in 2008 nieuwe roeden gekregen. De molen wordt af en toe in een andere stand gezet, maar draait nooit.